# Appenheim
Appenheim is an Ortsgemeinde – một xã thuộc một Verbandsgemeinde, một dạng xã tập thể chỉ có ở Rheinland-Pfalz – huyện Mainz-Bingen trong bang Rheinland-Pfalz, phía tây nước Đức. Xã Appenheim có diện tích 6,98 km², dân số thời điểm ngày 31 tháng 12 năm 2006 là 1428 người.
Xã này nằm về phía tây nam của Mainz, là một xã nông nghiệp với nghề trồng nho.